# Avidemux
O Avidemux é um software livre para edição de vídeo da empresa Avidemux.Org. Os Downloads, a documentação, e outras características podem ser encontrados online na internet no portal Avidemux.Org. O software foi escrito em C/C++, usando o toolkit dos gráficos de GTK+, e conseqüentemente verdadeiramente uma plataforma independente, programa editor de vídeo universal. Está disponível para quase todas as distribuições de Linux que são capazes de compilar C/C++, GTK+. Existe uma versão Win32 deste programa está também disponível para usuários de Windows, existe uma versão para Mac OS X, FreeBSD, NetBSD e OpenBSD. O programa pode ser funcionado nos sistemas 64bit GNU/Linux.

## Comparação
Algumas pessoas comparam o Avidemux ao VirtualDub. Essa comparação não é verdadeira, pois o Avidemux executa mais tarefas que o VirtualDub e algumas que o VirtualDub não pode.
O Avidemux suporta nativamente os formatos OGM e MP4, pode ler vários tipos de MPEGs, e muitos outros formatos e recipientes do vídeo. Oferece a edição e o equantização do MPEG. Tem também manipulação interna do subtítulo.